# Һ
Һ, һ, а също и Шха или Хе, е буква от кирилицата. Обозначава беззвучната гласилкова проходна съгласна /h/. Буквата се използва в башкирския, калмикския, казахския, килдин-саамския, якутския, татарския и бурятския език. До 1991 година буквата Һ е част и от азербайджанската кирилска азбука.
Кирилската буква Һ произлиза от латинското H, но главната буква прилича по-скоро на обърнато Ч. За първи път буквата се появява в Яналифа. В други езици, използващи кирилицата, за обозначаване на същия звук /h/ се използва друга буква — Ҳ.